# Stemonaceae
Stemonaceae — родина однодольних квіткових рослин ряду Pandanales. Родина складається з чотирьох родів із приблизно 37 відомими видами, поширеними в районах із сезонним кліматом у Південно-Східній Азії та тропічній Австралії. Один місцевий вид зустрічається в Сполучених Штатах.
Stemonaceae містить різноманітні трав’янисті рослини, багато з яких повзають або лазять, віддаючи перевагу вологим або сухим тропічним середовищам існування.
Родина містить рослини з різними терапевтичними та іншими цілями в таких місцях, як Китай, Лаос, Японія, Таїланд та інші.
|  | Stemona                                                  |
|  |                                                          |
|  | \| \| Stichoneuron \| \| \| \| \| \| Croomia \| \| \| \| |
|  |                                                          |
|  | Stichoneuron                                             |
|  |                                                          |
|  | Croomia                                                  |
|  |                                                          |

|  | Stichoneuron |
|  |              |
|  | Croomia      |
|  |              |

|  | Stemona                                                  |
|  |                                                          |
|  | \| \| Stichoneuron \| \| \| \| \| \| Croomia \| \| \| \| |
|  |                                                          |
|  | Stichoneuron                                             |
|  |                                                          |
|  | Croomia                                                  |
|  |                                                          |

|  | Stichoneuron |
|  |              |
|  | Croomia      |
|  |              |